# Rhinolophus yunanensis
Rhinolophus yunanensis es una especie de murciélago de la familia Rhinolophidae.

## Distribución geográfica
Se encuentra en China, India, Birmania y Tailandia.